# Карвіа
Карвіа (пол. Karwia, нім. Karwen) — село в Польщі, у гміні Владиславово Пуцького повіту Поморського воєводства.
Карвенські болота і ліс вперше згадується в документі з 1274 року у котрому йдеться про розмежування земель сусідніх осад. Легенда каже, що 1462 року на околиці відбулася сутичка поляків під керівництвом Петра Дуніна із Хрестоносцями, котрі заховалися в осаді під назвою Карвен. У 1570 році з'являється чергова писемна згадка, у якій вказана сучасна назва села, окрім того в ній зустрічається синоніми: Карвень, Карвяни, Карва. У 1599 році Ян Вейхер заселяє Карвіу голландськими осадниками, завданням котрих є створення системи меліорації для осушення боліт. Ними була створена новаторська система забудови — «болотна двохрядівка». В 1777 році Карвіа отримала податковий привілей від короля Собеського.